# Chlewiska
Chlewiska è un comune rurale polacco del distretto di Szydłowiec, nel voivodato della Masovia.
Ricopre una superficie di 124,2 km² e nel 2004 contava 6 244 abitanti.